# Odoardo Fischetti

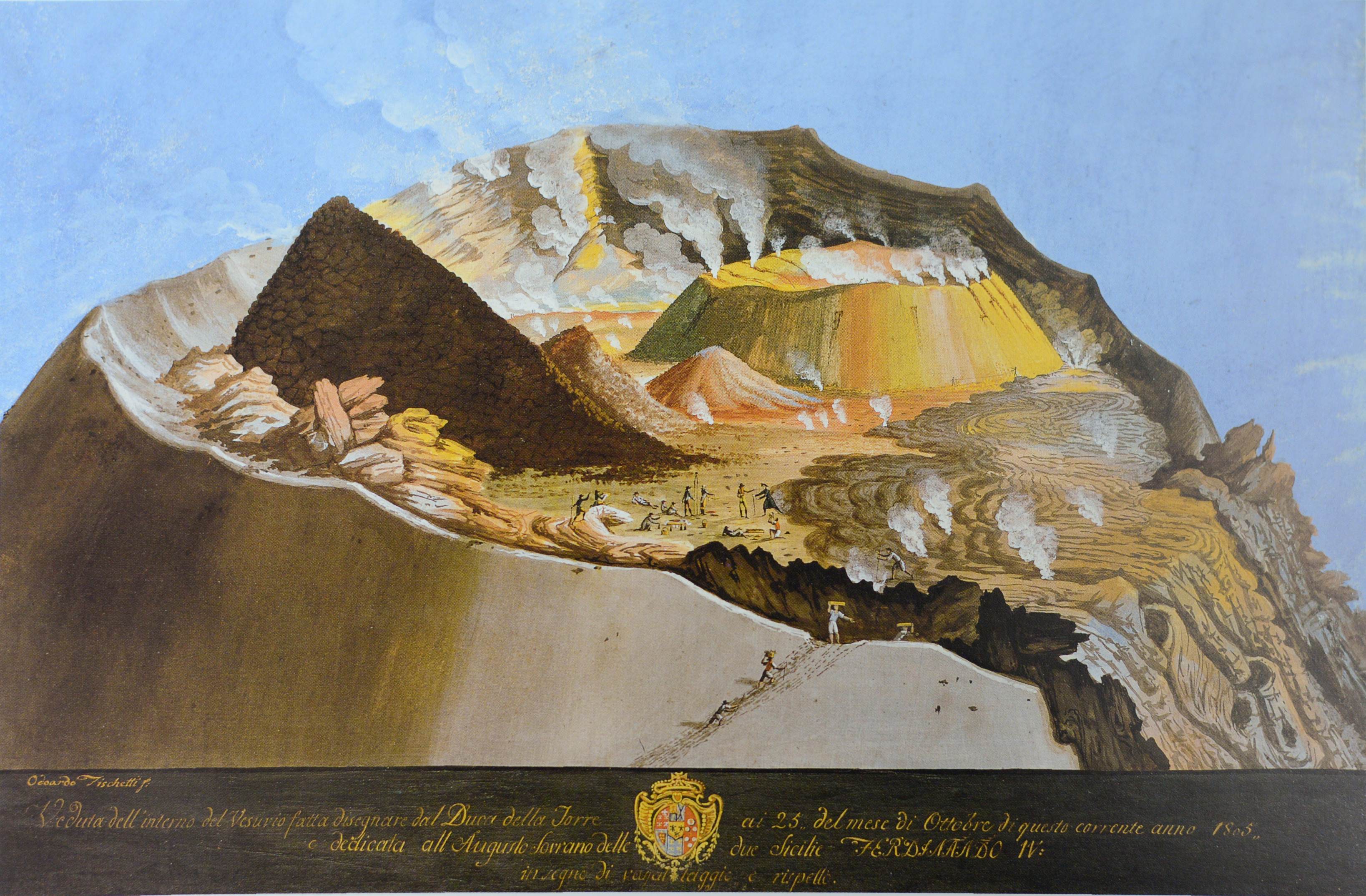
Caldera del Vesuvio nel 1805, gouache di Fischetti.

Odoardo Fischetti (Napoli, 30 aprile 1770 – Napoli, 15 novembre 1827) è stato un pittore italiano (vissuto all'epoca del Regno di Napoli poi delle due Sicilie) famoso per i suoi paesaggi e quadri storici in stile neoclassico.

## Biografia
Odoardo Maria Saverio nacque a Napoli il 30 aprile 1770, dal pittore di corte Fedele Fischetti e da Marianna Borrelli. Negli anni 1803-1804, aiutò il padre nella decorazione ad affresco della Reggia di Portici. Nel 1805 preparò alcune vedute a guazzo raffiguranti l'eruzione del Vesuvio. Divenne maestro di disegno al Reale Collegio di Marina nel 1809 e lavorò alla Reggia di Caserta, a San Leucio e nei giardini del Chiatamone a Napoli.

Con l'arrivo dell'amministrazione napoleonica di Gioacchino Murat, gli vennero commissionate una serie di tele a carattere storico, tra cui un Murat dirige la cattura di Capri da Massa Lubrense che la Presa di Capri ad opera dei francesi.
Dopo la caduta di Murat, Fischetti continuò a dipingere, dedicandosi quasi unicamente a tematiche sacre, fra le quali si annoverano una Vergine, San Biagio, Andrea, Erasmo ed Alfonso Maria de Liguori (1821) per la collegiata di San Giovanni ad Avella, una Madonna con il Bambino tra i Santi Simone e Giuda per la chiesa di Santa Maria della Mercede a Montecalvario, II trasporto dell'Arca Santa nella volta della chiesa di San Biagio a Cardito (1823) e Il Battesimo di Cristo e Il San Francesco che riceve le stimmate (1824) per l'Oratorio della Confraternita dei Bianchi dei Santi Francesco e Matteo.
Qualche anno dopo si spense a Napoli il 15 novembre 1827, lasciando superstiti la seconda moglie (Maria Giuseppa Milzi) e una prole composta da 4 maschi e 5 femmine (di cui 4 concepiti con la prima moglie Emilia Catozzi).